# WebGL
WebGL jest rozszerzeniem możliwości języka JavaScript, zapewniającym dostęp do trójwymiarowego API w przeglądarce internetowej.
WebGL bazuje na OpenGL ES w wersji 2.0 i dostarcza programistom interfejs grafiki 3D. Korzysta z występującego w HTML 5 elementu Canvas i daje dostęp do modelu DOM.
Aktualnie zaimplementowane jest w przeglądarkach: Mozilla Firefox, Google Chrome, Safari, Opera, Microsoft Edge oraz Internet Explorer.
Do rysowania grafiki za pomocą GPU wymagają urządzeń z kartami graficznymi wspierającymi minimalnie OpenGL 2.0 lub OpenGL ES 2.0. W przypadku braku zgodnej karty graficznej w przeglądarkach Google Chrome i Internet Explorer 11 możliwe jest rysowanie grafiki programowo.
WebGL jest tworzone przez konsorcjum Khronos Group. W skład grupy pracującej nad WebGL wchodzą: Mozilla, Apple, Google i Opera Software.

## Historia
Początki WebGL sięgają eksperymentów Mozilli z Canvas 3D. Pierwsza demonstracja prototypu odbyła się w 2006 roku. Pod koniec 2007 roku zarówno Mozilla i Opera miały przygotowane własne implementacje. W 2009 Mozilla i Khronos połączyły się w grupę WebGL Working Group.

## Biblioteki programistyczne
Istnieje kilka bibliotek pozwalających na korzystanie z WebGL.
Pierwszą była WebGLU. Inne to m.in.: GLGE, C3DL, Copperlicht, SpiderGL, SceneJS czy THREE.JS.

## Bezpieczeństwo
W maju 2011, niemiecka grupa Context Information Security opublikowała artykuł opisujący wiele podatności związanych z bezpieczeństwem WebGL oraz jego implementacji w przeglądarkach Mozilla Firefox oraz Google Chrome. Przykładowe ataki obejmują zawieszenie komputera oraz wykonanie i przesłanie przez sieć Internet zrzutu ekranu użytkownika.
W kolejnych tygodniach, zagrożenia wynikające z użycia WebGL potwierdził US-CERT oraz Microsoft.